# 韋爾縣 (喬治亞州)
韋爾縣（英語：Ware County）是美国喬治亞州南部的一個縣，南鄰佛罗里达州，面積2,347平方公里，是全州面積最大的縣。根據2020年美國人口普查，共有人口36,251人。縣治韋克羅斯（Waycross）。該縣成立於1824年12月15日，縣名紀念奧古斯塔市長、聯邦參議員尼可拉斯·韋爾。